# Immensément
Albums de Robert Charlebois
Dense
(1988) Cartier (l'opérock)
(1992)
Immensément est le dix-huitième album de chansons de Robert Charlebois, sorti en 1992.
Pour Le Monde, c'est « un album plein de promesses ». Il est élu meilleur album de l'année dans la catégorie « musique traditionnelle » de l'édition 1993 des Victoires de la musique.

## Titres
| 1.    | Saint-Laurent                               | Jean Charlebois / Robert Charlebois | 4:03 |
| 2.    | L'indépendantriste                          | Jean Charlebois / Robert Charlebois | 4:26 |
| 3.    | Moins vieux                                 | David Mac Neil / Robert Charlebois  | 3:55 |
| 4.    | J'avoue                                     | Jean Charlebois / Robert Charlebois | 4:22 |
| 5.    | La valse des cocotiers (couplets en créole) | Serge Camille / Robert Charlebois   | 2:25 |
| 6.    | Hervé métal                                 | Jean Charlebois / Robert Charlebois | 3:53 |
| 7.    | Immensément                                 | Jean Charlebois / Robert Charlebois | 3:43 |
| 8.    | Porno                                       | Jean Charlebois / Robert Charlebois | 3:40 |
| 9.    | Su'l'piton                                  | Jean Charlebois / Robert Charlebois | 3:57 |
| 10.   | Le chercheur d'or                           | Jean Charlebois / Robert Charlebois | 3:48 |
| 11.   | Macho                                       | Jean Charlebois / Robert Charlebois | 3:23 |
| 12.   | Ville-Marie                                 | Jean Charlebois / Robert Charlebois | 4:28 |
| 46:03 |                                             |                                     |      |